# Vittoria Accoramboni
Vittoria Accoramboni (Gubbio, 15 febbraio 1557 – Padova, 22 dicembre 1585) è stata una nobildonna italiana.
Moglie di Francesco Peretti, nipote di papa Sisto V, fu dapprima l'amante e poi la seconda moglie di Paolo Giordano I Orsini, duca di Bracciano e già marito di Isabella de' Medici.
Dopo l'assassinio del primo marito e la morte di Isabella, Vittoria si sposò più di una volta con Paolo Giordano. Tuttavia anche il secondo marito morì e lei ereditò un cospicuo patrimonio, ma venne ben presto assassinata da dei sicari. Della morte fu accusato Lodovico Orsini del ramo di Monterotondo, luogotenente di Paolo Giordano, che fu giustiziato senza processo per ordine della Repubblica di Venezia.
La vita dell'Accoramboni e la sua tragica fine ispirarono molti intellettuali, tra i quali si ricordano in particolare la tragedia Il diavolo bianco (The White Devil, 1612) del drammaturgo inglese John Webster, il romanzo storico di Ludwig Tieck (1800) e il racconto di Stendhal (1837).

## Biografia
Vittoria nacque da Tarquinia Paluzzi Albertoni e da Claudio Accoramboni, appartenente ad un'antica famiglia della piccola nobiltà di origine marchigiana, che si era stabilita a Gubbio, cittadina del Ducato di Urbino, nel XIV secolo. Trasferitasi a Roma durante l'infanzia, si fece presto notare per la sua bellezza e a sedici anni, nel 1573, sposò Francesco Peretti, nipote del cardinale di Montalto Felice, futuro papa Sisto V. Fra i più ferventi ammiratori di Vittoria vi era Paolo Giordano I Orsini, primo duca di Bracciano, uno degli uomini più potenti di Roma, del quale ella divenne amante.
La bella donna dimorava a Palazzo Peretti, residenza romana del cardinale di Montalto: la casa era amministrata dal segretario Scipione Tolomei (1533-1630), letterato perugino, uomo saggio, capace e discreto, raccomandato dal cardinale Fulvio Giulio della Corgna al futuro papa Sisto V e che fu poi al servizio dei marchesi di Castiglione del Lago.
I sicari dell'Orsini, tra i quali si trovava anche un fratello di Vittoria, Marcello Accoramboni, il quale sperava che la sorella potesse diventare moglie del duca, la notte del 17 aprile 1581 assassinarono per strada Francesco Peretti. L'Orsini fu subito sospettato di essere il mandante del delitto, perché già ritenuto responsabile dell'assassinio della prima moglie, Isabella de' Medici, che sarebbe stata strangolata in un accesso d'ira sotto ipotetiche accuse di adulterio, nella loro villa di Cerreto Guidi, nel 1576, anche se storici moderni hanno invece avanzato l'ipotesi che Isabella sia piuttosto morta di malattia. 
Una volta che Vittoria fu libera dal vincolo matrimoniale, Paolo Giordano la sposò clandestinamente ma, una volta che si seppe del matrimonio, questo fu annullato d'autorità e Vittoria fu consegnata alla casa paterna, con l'obbligo di non uscirne. Arrestata nel 1581 per aver violato la restrizione, fu imprigionata in Castel Sant'Angelo e infine esiliata a Gubbio alla fine del 1582. Nel febbraio del 1583 poté ritornare liberamente a Roma e il 10 settembre, a Bracciano, i due amanti celebrarono nuovamente il matrimonio, che però fu ancora una volta annullato.
Alla morte di papa Gregorio XIII, che aveva pubblicamente preso posizione contro la loro unione, Vittoria e Paolo Orsini si sposarono per la terza volta ma l'elezione di Sisto V, zio dell'ucciso Francesco Peretti, li fece temere per la loro vita, per cui i due sposi fuggirono a Venezia e successivamente a Salò, sempre in territorio veneziano. Qui il duca morì improvvisamente il 13 novembre 1585, ospite nel palazzo di Sforza Pallavicino - si dice che fosse stato fatto avvelenare da Francesco de' Medici - lasciando in eredità il ducato al figlio di primo letto Virginio e i rimanenti beni alla vedova Vittoria.
Vittoria si stabilì a Padova a Palazzo Cavalli alle Porte Contarine dove fu seguita da Ludovico Orsini, parente del defunto marito e funzionario della Repubblica di Venezia, per procedere a una nuova divisione dell'eredità. Ma il 22 dicembre Lodovico fece trucidare da alcuni sicari lei e il fratello Flaminio Accoramboni. A sua volta Lodovico Orsini fu arrestato per ordine della Repubblica Veneta dopo un sanguinoso assedio al palazzo in cui risiedeva, e impiccato con corda vermiglia nella corte del Castelvecchio. Anche tutti i soldati del suo seguito che si riuscirono a catturare vennero giustiziati.

## Poesie di Vittoria Accoramboni
Vittoria Accoramboni fu anche poetessa, secondo la testimonianza di Filippo Vecchietti (1735-1798) e Tommaso Moro nel XVIII secolo, e di Enrico Castreca Brunetti a metà del XIX secolo.

## Opere letterarie su Vittoria Accoramboni
La drammatica vicenda di Vittoria Accoramboni ha ispirato alcune note opere letterarie.
- la tragedia Il diavolo bianco (o Vittoria Corombona) (The White Devil) di John Webster (1612)
- la novella Vittoria Accoramboni, Duchesse de Bracciano, nelle Cronache italiane di Stendhal (1837 - 1839)
- il romanzo Vittoria Accorombona di Ludwig Tieck (1840)
- il romanzo Vittoria Accoromboni. Storia del secolo XVI",  di Domenico Gnoli (1867)
- il romanzo La nepote di Sisto V di Gustavo Brigante Colonna (1936)
- il romanzo Vittoria Accoramboni Duchessa di Bracciano: storia del secolo XVI di Felice Venosta (1865)
- il romanzo L'Idole di Robert Merle (1987)